# Pierre André Pourret
O abade Pierre André Pourret (1754 — 1818) foi um botânico francês, vivendo a maior parte da sua vida em Narbona. 